# Ideglelés Csernobilban
Az Ideglelés Csernobilban (eredeti cím: Chernobyl Diaries) 2012-es amerikai katasztrófa-horrorfilm Brad Parker rendezésében. A film producere Oren Peli, aki a történetet is írta. A főszerepben Jonathan Sadowski, Jesse McCartney, Devin Kelley, Olivia Taylor Dudley, Ingrid Bolsø Berdal,  Nathan Phillips és Dimitri Diatchenko látható.
A filmet Pripjatyban, Magyarországon és Szerbiában forgatták.

## Cselekmény
Az amerikai Chris, barátnője, Natalie és barátjuk, Amanda Európába utazik nyaralni. Találkoznak Chris bátyjával, Paullal, aki Kijevben él. Chris Moszkvába akar utazni, hogy megkérje Natalie kezét, de Paul meggyőzi a csoportot, hogy előbb látogassanak el Csernobilba egy extrém túrákra szakosodott vezetővel. 
Találkoznak az idegenvezetővel, Jurijjal és egy másik párral, akik szintén részt vesznek a túrán. Jurij elmagyarázza, hogy a sugárzási szintek miatt csak Pripjatyba, egy Csernobilhoz nagyon közeli elhagyatott városba tudja elvinni őket. Kisbusszal utaznak, de egy katonai ellenőrzőpont megállítja őket, ami miatt vissza kell fordulniuk. Jurij nem adja fel, és talál egy alternatív útvonalat a városba. 
A csoport a napot fotózással és az elhagyatott épületek felfedezésével tölti. Jurij ideges lesz és haza akar menni. A furgon azonban nem indul, és rájönnek, hogy a motort szabotálták. Hamar rádöbbennek, hogy ott ragadtak és senki sem tudja, hol vannak. Ráadsául biztosan nincsenek egyedül.

## Szereplők
| Szerep                   | Színész              | Magyar hang         |
| ------------------------ | -------------------- | ------------------- |
| Paul Walker              | Jonathan Sadowski    | Varga Rókus         |
| Chris Walker             | Jesse McCartney      | Hamvas Dániel       |
| Amanda Healey            | Devin Kelley         | Zsigmond Tamara     |
| Natalie Sullivan         | Olivia Taylor Dudley | Böhm Anita          |
| Zoe Anderson             | Ingrid Bolsø Berdal  | Vadász Bea          |
| Michael Grant            | Nathan Phillips      | Markovics Tamás     |
| Jurij Ovecskin           | Dimitri Diatchenko   | Barabás Kiss Zoltán |
| Ukrán ellenőrzőpontos őr | Miloš Timotijević    |                     |
| Goldshimdt orvos         | Alex Feldman         |                     |
| Grotzky orvos            | Kristof Konrad       |                     |
| Doktor                   | Pasha D. Lychnikoff  |                     |

## Médiakiadás
2012. október 16-án jelent meg DVD-n és Blu-ray lemezen az Egyesült Államokban. A brit DVD és Blu-ray kiadás 2012. október 22-én jelent meg. A brit kiadás a film hosszabb (kb. 2,5 perces) változatát mutatja be.